# Litschauerella hastata
Litschauerella hastata är en svampart som först beskrevs av Gordon Herriot Cunningham, och fick sitt nu gällande namn av Stalpers & P.K. Buchanan 1991. Litschauerella hastata ingår i släktet Litschauerella och familjen Hydnodontaceae.   Inga underarter finns listade i Catalogue of Life.